# Complexo da Mangueirinha de Caxias
Der Complexo da Mangueirinha de Caxias, kurz Mangueirinha und Complexo Mangueirinha, ist eine große Favela in Duque de Caxias im brasilianischen Bundesstaat Rio de Janeiro, die aus mehreren Siedlungen besteht. Sie liegt im Stadtviertel (Bairro) Parque Centenário und wurde vor etwa 70 Jahren errichtet.
Am 7. Februar 2014 wurde sie unter der Regierung des Gouverneurs Sérgio Cabral als erste Favela in der Baixada Fluminense von Einheiten der Unidade de Polícia Pacificadora (UPP) dauerhaft besetzt.
Bekannte Siedlungen im Complexo sind:
- Favela da Mangueirinha
- Favela do Santuário
- Favela do Corte 8
- Morro do Sapo
- Morro da Favelinha de Caxias (Escadão, Curva da Morte, Rua Áureliano Lessa, Rua J.J. Seabra und Caixa D’agua).
- Morro do São Pedro

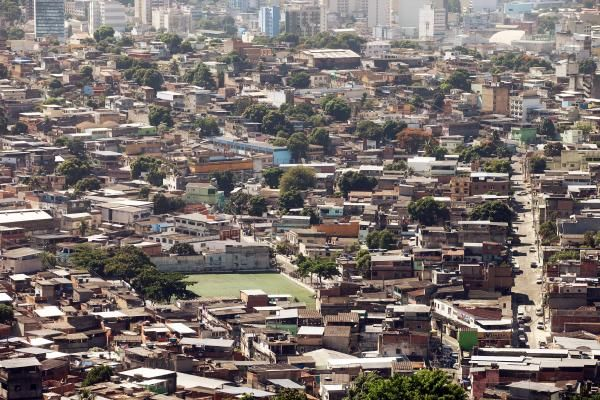
Blick auf Manguerinha
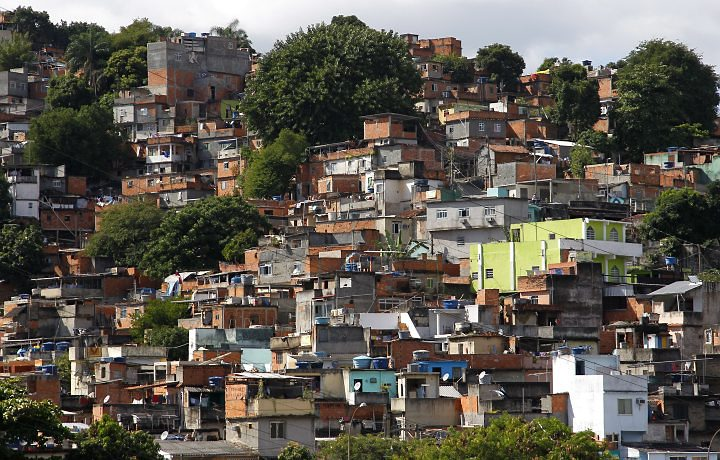
Teilansicht des Complexo Mangueirinha

## Demographie
- Fläche: nicht angegeben
- Bevölkerung: nicht angegeben
- Haushalte: 15.000 Familien (geschätzt 2014)[3]